# 보은삼산초등학교 동정분교
보은삼산초등학교 동정분교는 대한민국 충청북도 보은군 수한면 보청대로 2492 (동정리)에 있었던 공립 초등학교이다.

## 학교 연혁
- 1937년 4월 1일 수한공립보통학교 부설 오정간이학교 설립
- 1938년 4월 1일 수한공립심상소학교 오정분교장 교명 변경
- 1941년 4월 1일 수한공립국민학교 오정분교장 교명 변경
- 1946년 9월 1일 동정국민학교로 승격
- 1982년 4월 6일 병설유치원 개원
- 1994년 2월 18일 제45회 졸업
- 1994년 3월 1일 삼산국민학교 동정분교장으로 개편
- 1999년 9월 1일 수한초등학교로 통합